# フアン・ブリトー
フアン・ラモン・ブリトー（Juan Ramon Brito , 1979年11月7日 - ）はドミニカ共和国サンティアゴ・ロドリゲス州出身の元プロ野球選手（捕手）。右投右打。

## 経歴
1996年にカンザスシティ・ロイヤルズと契約を結び、プロ入り。
2002年はAA級ウィチタ・ラングラーズで開幕を迎え、4月28日にAAA級オマハ・ロイヤルズに昇格。わずか3日後の5月1日にメジャーに初昇格し、3日のボルチモア・オリオールズ戦でメジャーデビュー。その後は9試合に出場して打率.304をマークしたが、5月28日にAA級ウィチタに降格。以降は再昇格の機会がないままシーズンを終了した。
2003年はメジャーでの出場はなかった。
2004年にアリゾナ・ダイヤモンドバックスに移籍。AAA級ツーソン・サイドワインダーズで開幕を迎え、6月に2年ぶりにメジャーに昇格すると、53試合にスタメン出場するなど出場機会を得て打率.205、3本塁打、12打点という成績を残した。
2005年はクリス・スナイダーが正捕手として抜擢されたためAAA級ツーソンに逆戻りし、守備率.998を記録するなど高い守備力を見せたが、メジャーでの出場はなかった。
2006年は開幕前の3月に第1回WBCのドミニカ共和国代表に選出された。この年もAAA級ツーソンでプレーし、メジャーでの出場はなかった。
2007年はワシントン・ナショナルズ傘下AAA級コロンバス・クリッパーズに所属。この年もメジャー復帰は叶わなかった。
この年以降は母国ドミニカのウィンターリーグ（LIDOM）でプレー。2009年開幕前の3月には第2回WBCのドミニカ共和国代表に選出された。
2009-2010シーズンを最後に現役を引退した。

## 詳細情報

### 年度別打撃成績
| 年 度    | 球 団    | 試 合 | 打 席 | 打 数 | 得 点 | 安 打 | 二 塁 打 | 三 塁 打 | 本 塁 打 | 塁 打 | 打 点 | 盗 塁 | 盗 塁 死 | 犠 打 | 犠 飛 | 四 球 | 敬 遠 | 死 球 | 三 振 | 併 殺 打 | 打 率 | 出 塁 率 | 長 打 率 | O P S |
| -------- | -------- | ----- | ----- | ----- | ----- | ----- | -------- | -------- | -------- | ----- | ----- | ----- | -------- | ----- | ----- | ----- | ----- | ----- | ----- | -------- | ----- | -------- | -------- | ----- |
| 2002     | KC       | 9     | 23    | 23    | 1     | 7     | 2        | 0        | 0        | 9     | 1     | 0     | 0        | 0     | 0     | 0     | 0     | 0     | 3     | 2        | .304  | .304     | .391     | .696  |
| 2004     | ARI      | 54    | 184   | 171   | 17    | 35    | 7        | 0        | 3        | 51    | 12    | 1     | 0        | 1     | 2     | 9     | 1     | 1     | 41    | 6        | .205  | .246     | .298     | .544  |
| MLB：2年 | MLB：2年 | 63    | 207   | 194   | 18    | 42    | 9        | 0        | 3        | 60    | 13    | 1     | 0        | 1     | 2     | 9     | 1     | 1     | 44    | 8        | .216  | .252     | .309     | .562  |

### 年度別守備成績
| 年 度 | 球 団 | 捕手（C） | 捕手（C） | 捕手（C） | 捕手（C） | 捕手（C） | 捕手（C） | 捕手（C） | 捕手（C） | 捕手（C） | 捕手（C） | 捕手（C） |
| 年 度 | 球 団 | 試 合     | 刺 殺     | 補 殺     | 失 策     | 併 殺     | 守 備 率  | 捕 逸     | 企 図 数  | 許 盗 塁  | 盗 塁 刺  | 阻 止 率  |
| ----- | ----- | --------- | --------- | --------- | --------- | --------- | --------- | --------- | --------- | --------- | --------- | --------- |
| 2002  | KC    | 9         | 42        | 3         | 1         | 1         | .978      | 1         | 11        | 7         | 4         | .363      |
| 2004  | ARI   | 54        | 385       | 30        | 4         | 2         | .990      | 6         | 51        | 35        | 16        | .314      |
| MLB   | MLB   | 63        | 427       | 33        | 5         | 3         | .989      | 7         | 62        | 42        | 20        | .323      |

### 背番号
- 22（2002年）
- 48（2004年）

### 代表歴
- 2006 ワールド・ベースボール・クラシック・ドミニカ共和国代表
- 2009 ワールド・ベースボール・クラシック・ドミニカ共和国代表